# Imposition de la chasuble à saint Ildefonse
L’Imposition de la chasuble à saint Ildephonse (La imposición de la casulla a San Ildefonso) est une toile peinte par Vélasquez vers 1623. Elle est conservée au Centre Velázquez de Séville (dépendant de la Fondation Focus-Abengoa), et prêtée par la mairie de la ville.

## Description du cadre
La peinture représente la légende de saint Ildefonse, évêque de Tolède, qui, par sa défense de la virginité de Marie, a été récompensé. La Vierge serait descendue du ciel et lui aurait imposé une chasuble.
L'influence du Greco est évidente dans cette peinture, par la spiritualité qui se dégage la figure du saint ainsi que dans la composition triangulaire de l’œuvre. Cette influence est l'un des indices qui permettent de dater la toile de 1623, puisqu’à Séville il n'y avait pas d'exemplaires de toiles du Greco : Vélasquez ne pouvait pas reconnaître son style avant son premier voyage à Madrid en 1621. La figure de la Vierge et des huit femmes dans l'arrière-plan sont typiquement de Vélasquez, avec des traits andalous, éloignés de la scène centrale.
La toile est dans un état médiocre à cause de graves dommages subis par le passé. Ainsi, les mains du saint, qui étaient unies  pour  la prière, sont maintenant presque imperceptibles à cause des dommages et des mauvaises restaurations.
En outre, plusieurs des figures féminines ont perdu des nuances et les résultats de repeints ultérieurs.